# Robbie Earle
Robert Fitzgerald "Robbie" Earle MBE, född 27 januari 1965 i Newcastle-under-Lyme, England, är en jamaicansk före detta fotbollsspelare. 
Roobie Earle fostrades i Stoke Citys ungdomsakademi och inledde sin professionella karriär i Port Vale och spelade en central roll i klubbens uppflyttning från Fourth Division (nuvarande League Two) under säsongerna 1982/1983 och 1985/1986 och sedan även i samma klubbs uppflyttning till Third Division (nuvarande League One) säsongen 1988/1989. 1991 lämnade han Port Vale för Wimbledon där han spelade nio säsonger och blev en central gestalt i klubben under 1990-talet. Från säsongen 1997/1998 var han klubbens lagkapten.
Han gjorde även åtta landskamper för Jamaica och deltog bland annat i fotbolls-VM i Frankrike 1998. Under denna turnering gjorde han sitt enda landslagsmål i karriären i den första gruppspelsmatchen mot Kroatien. Det var även Jamaicas första mål någonsin i ett fotbolls-VM. 
Efter att ha avslutat spelarkarriären år 2000 har han varit verksam som sportjournalist, främst inom brittisk och amerikansk radio och TV. Under fotbolls-VM 2010 hamnade han i blåsväder efter att ha ertappats med att ha givit bort biljetter till en match mellan Nederländerna och Danmark till en person som i sin tur sålde biljetterna vidare till ett företag, vilket var förbjudet. Händelsen resulterade i Earles dåvarande arbetsgivare, Tv-bolaget ITV, sade upp sitt kontrakt med honom.